# Liste der Biografien/Thok
Liste der Biografien |
Portal Biografien |
Personensuche
# |
A |
B |
C |
D |
E |
F |
G |
H |
I |
J |
K |
L |
M |
N |
O |
P |
Q |
R |
S |
T |
U |
V |
W |
X |
Y |
Z |
?
 
Ta |
Tc |
Te |
Tf |
Tg |
Th |
Ti |
Tj |
Tk |
Tl |
Tm |
To |
Tq |
Tr |
Ts |
Tu |
Tv |
Tw |
Tx |
Ty |
Tz
 
Tha |
The |
Thi |
Thj |
Thn |
Tho |
Thr |
Thu |
Thw |
Thy
 
Thoa |
Thob |
Thod |
Thoe |
Thof |
Thog |
Thoh |
Thoi |
Thok |
Thol |
Thom |
Thon |
Thoo |
Thop |
Thor |
Thos |
Thot |
Thou |
Thov |
Thow |
Thoz
Die Liste der Biografien führt alle Personen auf, die in der deutschsprachigen Wikipedia einen Artikel haben. Dieses ist eine Teilliste mit 4 Einträgen von Personen, deren Namen mit den Buchstaben „Thok“ beginnt.

## Thok

### Thoke
- Thoke, Christoph (* 1960), deutscher Film- und Fernsehproduzent

### Thoko
- Thököly, Emmerich (1657–1705), Anführer eines Aufstands gegen die habsburgische Herrschaft und Fürst von SiebenbürgenEmmerich Thököly (1657–1705)

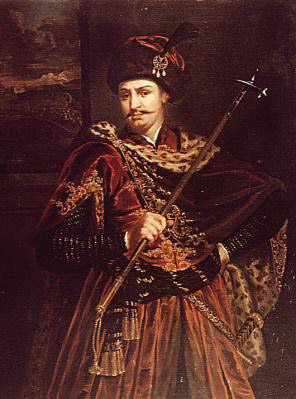
Emmerich Thököly (1657–1705)

- Thököly, Stephan I. (1581–1651), ungarischer Großgrundbesitzer
- Thököly, Stephan II. (1623–1670), ungarischer Graf und Großgrundbesitzer